# Габерска река
Габерска река (Бурелска река) е река в Западна България (Пернишка област – община Брезник и Софийска област – общини Сливница и Драгоман) и Сърбия (Пиротски окръг), ляв приток на река Нишава. Дължината ѝ е 36 км, от които в България – 30,7 км, а в Сърбия 5,3 км.
Реката извира на в подножието на връх Чеканска бука (1136 м.) първенец на планината Вискяр, в землището на село Брусник (община Брезник). След това преминава през село Пищане и в района на село Повълиръж към нея се влива Озърновска река. До село Габер носи имената на селата, през които преминава - Бруснишка, Пищанска, Повалиръжка, Драготинска и Габерска. Тъй като протича изцяло в областта Бурел (в България и в Сърбия), местните по-сполучливо я наричат Бурелска река. От извора си до село Повалиръж тече на изток, а до село Драготинци на север, след което завива на северозапад и при село Долна Невля достига до границата със Сърбия и завива на север. На протежение около 7 км реката служи за държавна граница между Сърбия и България. След това отново завива на северозапад, навлиза изцяло в сръбска територия и след 5,3 км се влива отляво в река Нишава между град Цариброд и село Желюша на 445 м н.в.
Площта на водосборния басейн на Габерска река е 191 km2, от които в България са около 90%, а в Сърбия – около 10%. Водосборният басейн на реката обхваща части от общините Брезник и Трън в Пернишка област и Сливница и Драгоман в Софийска област и част от Пиротски окръг в Сърбия.
Основни притоци: Ялботинска река (ляв), Камбелевска река (десен), Кацаре (ляв), Грълска река (ляв), Калугерица (десен), Шарбаница (ляв), Мишина бара (ляв), Транавачка бара (десен).
В България по течението на реката са разположени селата:
- Пернишка област

- община Брезник – Брусник

- Софийска област

- община Сливница – Пищане, Повалиръж и Драготинци;
- община Драгоман – Габер, Неделище, Несла) и Долна Невля.

В Сърбия: село Лукавица.
В района на село Габер има мина за добив на лигнитни въглища. От рудника до село Драготинци по течението на реката е прокарана жп линия. В района на село Неделище част от трасето на Републикански път III-813 от държавната пътна мрежа Драгоман – Трън, а от Габер до Драготинци – част от Републикански път III-8112 Габер – Сливница.

## Топографска карта
- Лист от карта K-34-34. Мащаб: 1 : 100 000.
- Лист от карта K-34-46. Мащаб: 1 : 100 000.